# Jakke en Silvester
Jakke en Silvester is een Belgische stripreeks bedacht door Peyo en Will. De verhalen werden getekend door Will, Jo-El Azara, Walthéry, Francis Bertrand en Roger Leloup (decors) op scenario's van Peyo, Vicq, Derib, Gos en Mittéï.

## Geschiedenis
Peyo riep de reeks Jakke en Silvester in het leven voor Le Soir Illustré, een bijlage van de krant Le Soir. De reeks kwam er als compensatie voor het verkopen van de reeks Poesie aan uitgeverij Dupuis. Peyo had echter de handen vol met zijn andere reeksen, waardoor Jakke en Silvester aan Peyo's tekenstudio werd toevertrouwd. Het was Peyo's eerste studioreeks.
Jakke en Silvester ging van start in 1960. De drie eerste verhalen – Des Fleurs pour Mon Lüger (1960-1961), La Ceinture Noire (1961-1962) en Un Biniou Jouera Ce Soir (1962-1963) – werden getekend door Will en Jo-El Azara. Hierna besloot Will zich volledig toe te leggen op Baard en Kale. Jo-El Azara tekende daarna nog Et Que Ça Saute (1963), waarna hij de reeks verliet om eigen series te tekenen.
Daarna nam Walthéry het stokje over. Voor Walthéry was dit de eerste opdracht die hij deed voor Peyo. Hij werd door Yvan Delporte naar Peyo gestuurd om er Francis Bertrand te vervangen. Hij tekende vier jaar lang Jakke en Silvester. Walthéry's bijdrage aan de reeks is het best bekend; alleen zijn verhalen werden later uitgegeven in albumvorm. Na de vier verhalen die hij voor Jakke en Silvester tekende (zie Albums), stapte hij in 1966 over naar Steven Sterk.
Na Walthéry namen Francis Bertrand (tekeningen), Roger Leloup (decors) en Mittéï (scenario) de reeks over. Er volgden twee verhalen: Aventures de M. Bouffu en Les Penseurs de Rodin. Na deze verhalen zou Leloup de reeks van Peyo overnemen. Zijn eerste verhaal, waarin hij een Aziatisch meisje introduceerde, werd echter niet uitgewerkt. Het scenario werd daarna wel gebruikt voor het eerste verhaal van Yoko Tsuno. Yoko Tsuno is hierin inderdaad te zijn als nevenpersonage van de personages Paul en Ben, rollen die oorspronkelijk voor Jakke en Silvester waren bedoeld.
De reeks liep uiteindelijk tot 1970. In 1978 en 1979 werden Walthéry's verhalen gepubliceerd in Spirou (vanaf nummer 2112). In 1978 verscheen in hetzelfde tijdschrift (nummer 2121) een kerstverhaaltje van twee pagina's: Bezoek van de Kerstman. Will en Peyo waren de auteurs, de hoofding werd door Walthéry gemaakt.

## Personages
Jakke en Silvester zijn jongemannen die samen toevallig in gevaarlijke toestanden betrokken worden. Over hun achtergrond wordt weinig vermeld in de verhalen.
- Jakke: een rosse jongeman die vooral met zijn verstand werkt.
- Silvester: de zwartharige van het duo. Hij waagt zich al eens in het gevaar om het te bestrijden.
- Inspecteur Borstel: een pijprokende en besnorde politie-inspecteur die zijn taak als ordehandhaver erg serieus neemt.

## Albums
De albums van Jakke en Silvester zijn enkel uitgegeven in de reeks jeugdzonden van Dupuis, die de eerste strips van enkele striptekenaars verzamelt. In het totaal verschenen in de jaren 80 vier albums van Jakke en Silvester in die stripreeks. Alleen de verhalen van Walthéry werden hierin opgenomen.
1. U bent veel te goed! (nr. 8 in de reeks jeugdzonden)
2. De Chinese puzzel (nr. 13 in de reeks jeugdzonden)
3. De wraak van de Chinees (nr. 16 in de reeks jeugdzonden)
4. Op het spoor van de Schorpioen (nr. 22 in de reeks jeugdzonden)

In het Frans werden deze verhalen gebundeld in de integrale reeks over Peyo bij uitgeverij Rombaldi, als deel 12 (1989). In 2008 bracht uitgeverij Noir Dessin Production op 800 exemplaren een bundeling met deze verhalen in zwart-wit uit. In 2022 gaf Editions du Tiroir eveneens een boek met deze verhalen uit, deze keer in kleur en met een dossier van Bertrand Pissavy-Yvernault.
De verhalen van andere tekenaars werden nooit als album gecommercialiseerd.